# ロレンツォ・テハウ
ロレンツォ・テハウ（Lorenzo Tehau、1989年4月10日 - ）は、タヒチファアア出身のサッカー選手。現在、タヒチ・ディビジョン・フェデレールのASテファナに所属しており、タヒチ代表である。
また、兄のジョナタン・テハウ、双子のアルヴァン・テハウ、従兄弟のテアオヌイ・テハウも同じくタヒチ代表である。

## 個人成績

### 代表
| # | 日附          | 場所                                                     | 対戦相手         | 得点 | 結果 | 大会                       |
| - | ------------- | -------------------------------------------------------- | ---------------- | ---- | ---- | -------------------------- |
| 1 | 2010年9月26日 | エソンヌ県ヴィリー＝シャティヨンスタード・アンリ＝ロンゲ | グアドループ     | 1–0  | 1–1  | 2010海外領土サッカーカップ |
| 2 | 2011年9月9日  | ブーラリ・ベイスタッド・ベワ                             | フィジー         | 2–1  | 2–1  | 2011パシフィックゲームズ   |
| 3 | 2012年6月1日  | ホニアラローソン・タマ・スタジアム                       | サモア           | 1–0  | 10–1 | OFCネイションズカップ2012  |
| 4 | 2012年6月1日  | ホニアラローソン・タマ・スタジアム                       | サモア           | 8–1  | 10–1 | OFCネイションズカップ2012  |
| 5 | 2012年6月1日  | ホニアラローソン・タマ・スタジアム                       | サモア           | 9–1  | 10–1 | OFCネイションズカップ2012  |
| 6 | 2012年6月1日  | ホニアラローソン・タマ・スタジアム                       | サモア           | 10–1 | 10–1 | OFCネイションズカップ2012  |
| 7 | 2012年6月3日  | ホニアラローソン・タマ・スタジアム                       | ニューカレドニア | 3–0  | 4–3  | OFCネイションズカップ2012  |

| タヒチ代表 | タヒチ代表 | タヒチ代表 |
| 年         | 出場       | 得点       |
| ---------- | ---------- | ---------- |
| 2010       | 3          | 1          |
| 2011       | 4          | 1          |
| 2012       | 11         | 5          |
| 2013       | 1          | 0          |
| 計         | 19         | 7          |

## タイトル

### クラブ
- タヒチ・ディビジョン・フェデレール:

優勝 (2): 2010, 2011
- タヒチカップ

優勝 (2): 2010, 2011

### 代表
- OFCネイションズカップ:

優勝 (1): 2012
- OFCチャンピオンズリーグ

優勝 (1): 2012